# Raków (gmina)
Raków – gmina wiejska w południowej części powiatu kieleckiego (województwo świętokrzyskie). W skład gminy wchodzi 28 wsi sołeckich, w tym siedziba gminy Raków.

## Charakterystyka gminy
Gmina zajmuje obszar o powierzchni 195 km² (19552 ha) - z czego 42% to użytki rolne, a 54% stanowią lasy. Gmina Raków od północnego wschodu graniczy z gminą Łagów, od północnego zachodu z gminą Daleszyce, od zachodu z gminą Pierzchnica, od południa i południowego wschodu z gminami: Szydłów, Staszów i Bogoria w powiecie staszowskim  oraz gminą Iwaniska w powiecie opatowskim. Obszar gminy wchodzi w skład dwóch mezoregionów - Pogórza Szydłowskiego i Gór Świętokrzyskich. Przez centralną część gminy przepływa rzeka Czarna Staszowska.
Na terenie gminy dominują małe gospodarstwa rolne o wielokierunkowej produkcji, w których przeważa produkcja roślinna - zboża, ziemniaki i truskawki. Produkcja jest prowadzona metodami tradycyjnymi, w gospodarstwach charakteryzujących się dużą elastycznością produkcji w zależności od potrzeb rynku.
Główne kierunki rozwoju to przetwórstwo rolno-spożywcze i turystyka, nastawione na wykorzystanie walorów i zasobów naturalnych. Atuty gminy to: dobry stan środowiska naturalnego, urokliwe miejsca idealne do lokalizacji ośrodków wypoczynkowo-konferencyjnych, terapeutycznych, domów spokojnej starości. W Rakowie urodził się słynny astronom polski Stanisław Lubieniecki młodszy.

## Historia
Gmina Raków powstała 1 stycznia 1973 w powiecie staszowskim w województwie kieleckim w związku z reformą gminną. Objęła 28 sołectw: Bardo, Celiny, Chańcza, Dębno, Drogowle, Głuchów, Głuchów-Lasy, Jamno, Korzenno, Koziel, Lipiny, Mędrów, Nowa Huta, Ociesęki, Papiernia, Pągowiec, Pułaczów, Radostów, Raków, Rakówka, Rembów, Smyków, Szumsko-Kolonia, Szumsko, Wola Wąkopna, Wólka Pokłonna, Zalesie i Życiny.
Obszar gminy był historycznie różnorodny i należał przed reforma 1954 do:
- gminy Drugnia w powiecie buskim (przd 1948 stopnickim) – Papiernia,
- gminy Kurozwęki w powiecie buskim (przd 1948 stopnickim) – Chańcza,
- gminy Potok w powiecie buskim (przd 1948 stopnickim) – Celiny, Głuchów, Głuchów-Lasy, Korzenno, Mędrów, Smyków i Życiny,
- gminy Cisów w powiecie kieleckim – Koziel, Ociesęki, Nowa Huta Cisowska i Wólka Pokłonna,
- gminy Rembów w powiecie opatowskim – Bardo, Dębno, Drogowle, Jamno, Lipiny, Pągowiec, Pułaczów, Radostów, Raków, Rakówka, Szumsko, Szumsko-Koloniam Wola Wąkopna i Zalesie.

W latach 1975–1998 gmina położona była w województwie kieleckim.
Od 1999 gmina należy do powiatu kieleckiego w województwie świętokrzyskim.

## Demografia
Dane z 30 czerwca 2004: 
| Opis                              | Ogółem | Ogółem | Kobiety | Kobiety | Mężczyźni | Mężczyźni |
| --------------------------------- | ------ | ------ | ------- | ------- | --------- | --------- |
| jednostka                         | osób   | %      | osób    | %       | osób      | %         |
| populacja                         | 5824   | 100    | 2847    | 48,9    | 2977      | 51,1      |
| gęstość zaludnienia (mieszk./km²) | 30,5   | 30,5   | 14,9    | 14,9    | 15,6      | 15,6      |

## Miejscowości

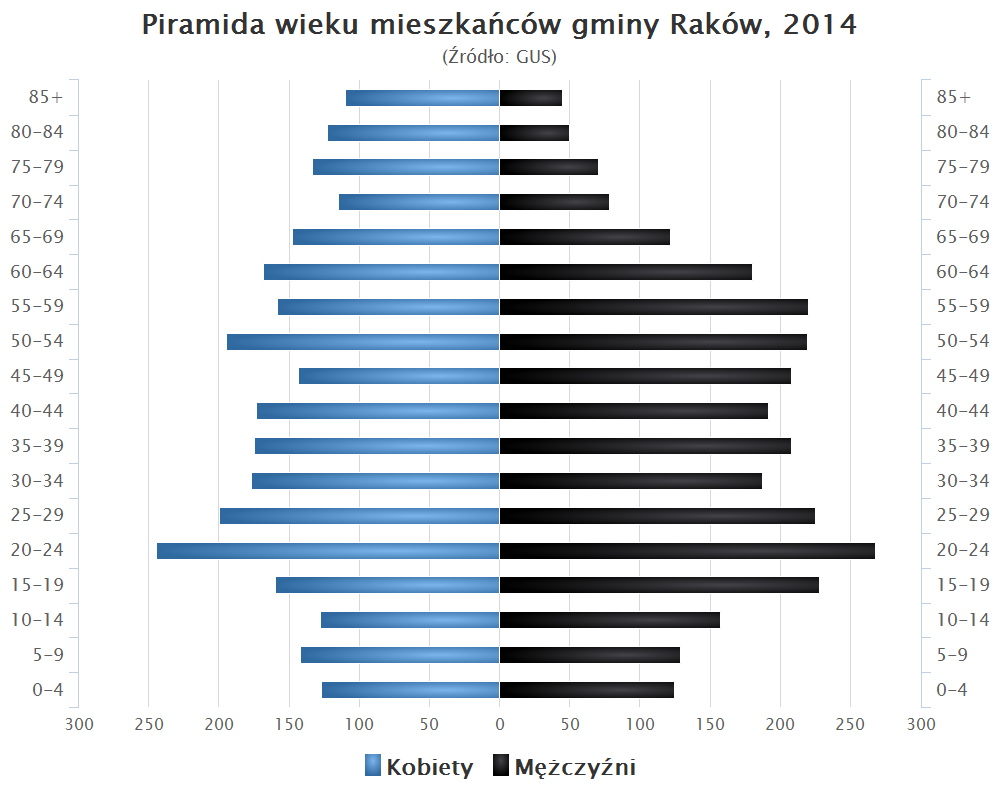
Piramida wieku mieszkańców gminy Raków w 2014 roku

| Tab. 2. Miejscowości podstawowe oraz ich integralne części w administracji gminy Raków, z wyrażeniem ich położenia geograficznego.                                                        | Tab. 2. Miejscowości podstawowe oraz ich integralne części w administracji gminy Raków, z wyrażeniem ich położenia geograficznego. | Tab. 2. Miejscowości podstawowe oraz ich integralne części w administracji gminy Raków, z wyrażeniem ich położenia geograficznego. | Tab. 2. Miejscowości podstawowe oraz ich integralne części w administracji gminy Raków, z wyrażeniem ich położenia geograficznego. | Tab. 2. Miejscowości podstawowe oraz ich integralne części w administracji gminy Raków, z wyrażeniem ich położenia geograficznego. |
| Identyfikator SIMC | Nazwa miejscowości | Rodzaj miejscowości | Miejscowość podstawowa lub statystyczna                                                                                            | Położenie geograficzne |
| --- | --- | --- | --- | --- |
| 0266057 | Antoniów | osada wsi | Pułaczów | 50°41′01″N 21°07′31″E/50,683611 21,125278                                                                                          |
| 0265891 | Arkuszów | część wsi | Rakówka | 50°39′56″N 21°09′14″E/50,665556 21,153889                                                                                          |
| 0265164 | Bardo | wieś | | 50°44′08″N 21°02′29″E/50,735556 21,041389                                                                                          |
| 0265170 | Bardo Dolne | część wsi | Bardo | 50°44′48″N 21°02′25″E/50,746667 21,040278                                                                                          |
| 0265187 | Bardo Górne | część wsi | Bardo | 50°44′19″N 21°01′52″E/50,738611 21,031111                                                                                          |
| 0266005 | Błonie | część wsi | Głuchów | 50°39′53″N 20°53′07″E/50,664722 20,885278                                                                                          |
| 0265307 | Celiny | wieś | | 50°41′29″N 20°54′55″E/50,691389 20,915278                                                                                          |
| 0265313 | Chańcza | wieś | | 50°38′44″N 21°04′19″E/50,645556 21,071944                                                                                          |
| 0265827 | Choiny Radostowskie | część wsi | Radostów | 50°42′22″N 21°07′29″E/50,706111 21,124722                                                                                          |
| 0266198 | Czarna | przysiółek wsi | Wólka Pokłonna | 50°43′52″N 21°00′50″E/50,731111 21,013889                                                                                          |
| 0265566 | Dąbrówka | przysiółek wsi | Mędrów | 50°42′09″N 20°57′26″E/50,702500 20,957222                                                                                          |
| 0265359 | Dębno | wieś | | 50°40′55″N 21°01′35″E/50,681944 21,026389                                                                                          |
| 0265365 | Drogowle | wieś | | 50°41′22″N 20°59′08″E/50,689444 20,985556                                                                                          |
| 1017103 | Dwór | część wsi | Chańcza | 50°38′35″N 21°05′12″E/50,643056 21,086667                                                                                          |
| 0266270 | Fąfara | część wsi | Życiny | 50°39′30″N 21°01′57″E/50,658333 21,032500                                                                                          |
| 1017110 | Folwark | część wsi | Bardo | 50°44′04″N 21°02′43″E/50,734444 21,045278                                                                                          |
| 0265997 | Głuchów | wieś | | 50°39′58″N 20°53′54″E/50,666111 20,898333                                                                                          |
| 0265394 | Głuchów-Lasy | wieś | | 50°40′01″N 20°55′10″E/50,666944 20,919444                                                                                          |
| 0266146 | Górki | część wsi | Wola Wąkopna | 50°43′12″N 21°01′11″E/50,720000 21,019722                                                                                          |
| 0265796 | Górki Radostowskie | przysiółek wsi | Pułaczów | 50°41′31″N 21°08′51″E/50,691944 21,147500                                                                                          |
| 0265201 | Grabiec | część wsi | Bardo | 50°43′43″N 21°02′36″E/50,728611 21,043333                                                                                          |
| 0266011 | Granice | część wsi | Głuchów | 50°39′33″N 20°54′02″E/50,659167 20,900556                                                                                          |
| 0265589 | Grodno | przysiółek wsi | Nowa Huta | 50°43′46″N 20°57′44″E/50,729444 20,962222                                                                                          |
| 0265939 | Grunwaldów | część wsi | Rembów | 50°42′54″N 21°02′15″E/50,715000 21,037500                                                                                          |
| 0265595 | Igrzycznia | przysiółek wsi | Nowa Huta | 50°44′06″N 20°56′36″E/50,735000 20,943333                                                                                          |
| 0265431 | Jamno | wieś | | 50°40′54″N 21°04′12″E/50,681667 21,070000                                                                                          |
| 0265900 | Jedlonka | część wsi | Rakówka | 50°39′54″N 21°08′44″E/50,665000 21,145556                                                                                          |
| 0265454 | Józefów Rakowski | przysiółek wsi | Jamno | 50°39′56″N 21°05′59″E/50,665556 21,099722                                                                                          |
| 0266063 | Kajetanów | osada leśna | Szumsko-Kolonia | 50°40′18″N 21°05′27″E/50,671667 21,090833                                                                                          |
| 0266152 | Kierdony | część wsi | Wola Wąkopna | 50°43′35″N 21°01′05″E/50,726389 21,018056                                                                                          |
| 0265916 | Kinia | część wsi | Rakówka | 50°40′24″N 21°08′27″E/50,673333 21,140833                                                                                          |
| 0265483 | Korzenno | wieś | | 50°42′18″N 20°54′51″E/50,705000 20,914167                                                                                          |
| 0265514 | Koziel | wieś | | 50°45′04″N 20°58′19″E/50,751111 20,971944                                                                                          |
| 0265320 | Kresy | część wsi | Chańcza | 50°38′32″N 21°04′59″E/50,642222 21,083056                                                                                          |
| 0265508 | Krośle | część wsi | Korzenno | 50°41′59″N 20°55′06″E/50,699722 20,918333                                                                                          |
| 0265678 | Krzemionka | część wsi | Ociesęki | 50°44′07″N 20°59′16″E/50,735278 20,987778                                                                                          |
| 0266070 | Laski | część wsi | Szumsko | 50°41′41″N 21°04′37″E/50,694722 21,076944                                                                                          |
| 0266086 | Leonów | część wsi | Szumsko | 50°41′29″N 21°05′37″E/50,691389 21,093611                                                                                          |
| 1017126 | Lipica | przysiółek wsi | Smyków | 50°43′14″N 20°52′45″E/50,720556 20,879167                                                                                          |
| 0265520 | Lipiny | wieś | | 50°41′51″N 21°03′43″E/50,697500 21,061944                                                                                          |
| 0265603 | Łapigrosz | przysiółek wsi | Nowa Huta | 50°45′36″N 20°56′13″E/50,760000 20,936944                                                                                          |
| 0265218 | Łysa Góra | część wsi | Bardo | 50°44′09″N 21°01′06″E/50,735833 21,018333                                                                                          |
| 0265684 | Madeje | część wsi | Ociesęki | 50°44′23″N 20°57′42″E/50,739722 20,961667                                                                                          |
| 0265224 | Marianów | część wsi | Bardo | 50°43′36″N 21°03′02″E/50,726667 21,050556                                                                                          |
| 0265550 | Mędrów | wieś | | 50°41′46″N 20°58′20″E/50,696111 20,972222                                                                                          |
| 0265460 | Mocha | przysiółek wsi | Jamno | 50°40′13″N 21°04′55″E/50,670278 21,081944                                                                                          |
| 0265230 | Modrzewie | część wsi | Bardo | 50°44′03″N 21°01′46″E/50,734167 21,029444                                                                                          |
| 0266229 | Modrzewina | część wsi | Zalesie | 50°43′02″N 21°05′37″E/50,717222 21,093611                                                                                          |
| 0265690 | Mokradle | część wsi | Ociesęki | 50°44′21″N 20°59′44″E/50,739167 20,995556                                                                                          |
| 0266206 | Mokradle | przysiółek wsi | Wólka Pokłonna | 50°43′52″N 21°00′00″E/50,731111 21,000000                                                                                          |
| 0265572 | Nowa Huta | wieś | | 50°45′00″N 20°56′40″E/50,750000 20,944444                                                                                          |
| 0265709 | Nowa Wieś | część wsi | Ociesęki | 50°44′37″N 20°59′28″E/50,743611 20,991111                                                                                          |
| 0265537 | Nowa Wieś | część wsi | Lipiny | 50°41′48″N 21°04′10″E/50,696667 21,069444                                                                                          |
| 0266235 | Nowe Zalesie | część wsi | Zalesie | 50°42′55″N 21°04′50″E/50,715278 21,080556                                                                                          |
| 0265371 | Nowiny | część wsi | Drogowle | 50°41′19″N 20°58′04″E/50,688611 20,967778                                                                                          |
| 0265945 | Nowy Rembów | część wsi | Rembów | 50°42′27″N 21°03′29″E/50,707500 21,058056                                                                                          |
| 0265649 | Ociesęki | wieś | | 50°44′09″N 20°58′38″E/50,735833 20,977222                                                                                          |
| 0265715 | Olszownica | część wsi | Ociesęki | 50°43′53″N 20°59′15″E/50,731389 20,987500                                                                                          |
| 0265750 | Papiernia | wieś | | 50°41′42″N 20°52′35″E/50,695000 20,876389                                                                                          |
| 1017132 | Pastwiska | część wsi | Wola Wąkopna | 50°43′52″N 21°01′01″E/50,731111 21,016944                                                                                          |
| 0265773 | Pągowiec | wieś | | 50°40′17″N 21°02′27″E/50,671389 21,040833                                                                                          |
| 0266028 | Piaski | część wsi | Głuchów | 50°40′20″N 20°53′53″E/50,672222 20,898056                                                                                          |
| 1017149 | Pod Klamką | część wsi | Głuchów-Lasy | 50°40′50″N 20°56′24″E/50,680556 20,940000                                                                                          |
| 0265336 | Pod Łąkami | część wsi | Chańcza | 50°38′44″N 21°03′30″E/50,645556 21,058333                                                                                          |
| 0265610 | Podgórze | przysiółek wsi | Nowa Huta | 50°45′14″N 20°56′56″E/50,753889 20,948889                                                                                          |
| 0265951 | Podgrodzie | część wsi | Rembów | 50°42′57″N 21°02′50″E/50,715833 21,047222                                                                                          |
| 0265490 | Podkorzenno | osada wsi | Korzenno | 50°42′22″N 20°56′38″E/50,706111 20,943889                                                                                          |
| 0265342 | Podlesie | część wsi | Chańcza | 50°39′20″N 21°05′02″E/50,655556 21,083889                                                                                          |
| 0265253 | Podsadkowie | część wsi | Bardo | 50°43′54″N 21°03′36″E/50,731667 21,060000                                                                                          |
| 0265402 | Podwale | część wsi | Głuchów-Lasy | 50°40′24″N 20°55′53″E/50,673333 20,931389                                                                                          |
| 0266034 | Podwąsosie | część wsi | Głuchów | 50°40′34″N 20°53′51″E/50,676111 20,897500                                                                                          |
| 0266092 | Podzalesie | część wsi | Szumsko | 50°42′31″N 21°05′02″E/50,708611 21,083889                                                                                          |
| 0266241 | Poręba | część wsi | Zalesie | 50°42′41″N 21°01′39″E/50,711389 21,027500                                                                                          |
| 0265856 | Przedmieście-Radostów | część wsi | Radostów | 50°42′28″N 21°06′19″E/50,707778 21,105278                                                                                          |
| 0265626 | Przymiarek | przysiółek wsi | Nowa Huta | 50°45′11″N 20°56′10″E/50,753056 20,936111                                                                                          |
| 0266169 | Przymiarki | część wsi | Wola Wąkopna | 50°43′40″N 21°01′06″E/50,727778 21,018333                                                                                          |
| 1017155 | Psikora | część wsi | Szumsko | 50°42′46″N 21°06′16″E/50,712778 21,104444                                                                                          |
| 0265780 | Pułaczów | wieś | | 50°40′54″N 21°08′05″E/50,681667 21,134722                                                                                          |
| 0265810 | Radostów | wieś | | 50°42′31″N 21°06′44″E/50,708611 21,112222                                                                                          |
| 0265879 | Raków | wieś | Raków | 50°40′34″N 21°02′33″E/50,676111 21,042500                                                                                          |
| 0265885 | Rakówka | wieś | | 50°40′02″N 21°07′23″E/50,667222 21,123056                                                                                          |
| 0265477 | Rakówki | przysiółek wsi | Jamno | 50°40′01″N 21°04′56″E/50,666944 21,082222                                                                                          |
| 0265922 | Rembów | wieś | | 50°42′19″N 21°03′11″E/50,705278 21,053056                                                                                          |
| 0265862 | Rogatka | część wsi | Radostów | 50°42′33″N 21°06′31″E/50,709167 21,108611                                                                                          |
| 0265388 | Ruda | część wsi | Drogowle | 50°41′04″N 21°00′00″E/50,684444 21,000000                                                                                          |
| 0265804 | Skrzynki | przysiółek wsi | Pułaczów | 50°40′31″N 21°07′44″E/50,675278 21,128889                                                                                          |
| 0265980 | Smyków | wieś | | 50°42′45″N 20°53′28″E/50,712500 20,891111                                                                                          |
| 0265721 | Stara Huta | część wsi | Ociesęki | 50°44′29″N 20°58′07″E/50,741389 20,968611                                                                                          |
| 0265543 | Stara Wieś | część wsi | Lipiny | 50°41′50″N 21°03′47″E/50,697222 21,063056                                                                                          |
| 0266258 | Stare Zalesie | część wsi | Zalesie | 50°42′40″N 21°05′24″E/50,711111 21,090000                                                                                          |
| 0265974 | Stary Rembów | część wsi | Rembów | 50°42′18″N 21°02′53″E/50,705000 21,048056                                                                                          |
| 0265419 | Stawki | część wsi | Głuchów-Lasy | 50°40′40″N 20°54′56″E/50,677778 20,915556                                                                                          |
| 0265260 | Stawy | część wsi | Bardo | 50°43′48″N 21°03′35″E/50,730000 21,059722                                                                                          |
| 0265738 | Sterczyzna | część wsi | Ociesęki | 50°43′34″N 20°58′48″E/50,726111 20,980000                                                                                          |
| 0266040 | Szumsko | wieś | | 50°41′57″N 21°05′26″E/50,699167 21,090556                                                                                          |
| 0266123 | Szumsko-Kolonia | wieś | | 50°42′13″N 21°05′59″E/50,703611 21,099722                                                                                          |
| 0265276 | Ugory | część wsi | Bardo | 50°45′06″N 21°02′51″E/50,751667 21,047500                                                                                          |
| 0265744 | Wąkopy | część wsi | Ociesęki | 50°43′39″N 20°59′07″E/50,727500 20,985278                                                                                          |
| 0266117 | Wilcza Góra | część wsi | Szumsko | 50°42′28″N 21°04′55″E/50,707778 21,081944                                                                                          |
| 0266175 | Wiszowiec | część wsi | Wola Wąkopna | 50°43′03″N 21°01′50″E/50,717500 21,030556                                                                                          |
| 0266130 | Wola Wąkopna | wieś | | 50°43′13″N 21°00′50″E/50,720278 21,013889                                                                                          |
| 0265425 | Wólka | część wsi | Głuchów-Lasy | 50°39′54″N 20°55′23″E/50,665000 20,923056                                                                                          |
| 0266181 | Wólka Pokłonna | wieś | | 50°43′14″N 20°59′33″E/50,720556 20,992500                                                                                          |
| 0265632 | Zagórze | przysiółek wsi | Nowa Huta | 50°45′39″N 20°57′10″E/50,760833 20,952778                                                                                          |
| 0265299 | Zagórze | część wsi | Bardo | 50°44′57″N 21°02′18″E/50,749167 21,038333                                                                                          |
| 0266212 | Zalesie | wieś | | 50°43′08″N 21°04′28″E/50,718889 21,074444                                                                                          |
| 1017178 | Zapole | część wsi | Wola Wąkopna | 50°43′25″N 21°00′59″E/50,723611 21,016389                                                                                          |
| 0266264 | Życiny | wieś | | 50°38′52″N 21°00′51″E/50,647778 21,014167                                                                                          |
| Źródła: Wykaz urzędowych nazw miejscowości i ich części (xls),Dz.U. z 2013 r. poz. 200 oraz Dz.U. z 2015 r. poz. 1636, Zbiory danych państwowego rejestru nazw geograficznych -2025-06-15 | | | | |

## Budżet
Rysunek 1.1 Dochody ogółem w Gminie Raków w latach 1995-2010 (w zł)
| WYSZCZEGÓLNIENIE               | J. m. | ROK         | ROK         | ROK         | ROK         | ROK         | ROK         | ROK         | ROK         | ROK          | ROK          | ROK          | ROK           | ROK           | ROK           | ROK           | ROK           |
| WYSZCZEGÓLNIENIE               | J. m. | 1995        | 1996        | 1997        | 1998        | 1999        | 2000        | 2001        | 2002        | 2003         | 2004         | 2005         | 2006          | 2007          | 2008          | 2009          | 2010          |
| ------------------------------ | ----- | ----------- | ----------- | ----------- | ----------- | ----------- | ----------- | ----------- | ----------- | ------------ | ------------ | ------------ | ------------- | ------------- | ------------- | ------------- | ------------- |
| Dochody ogółem                 | zł    | 3 574 543,- | 4 786 203,- | 5 448 084,- | 6 492 290,- | 6 648 560,- | 8 424 596,- | 8 134 046,- | 8 280 541,- | 10 160 753,- | 11 627 113,- | 12 885 438,- | 15 539 200,24 | 14 386 527,15 | 16 138 100,49 | 20 729 249,29 | 16 211 577,37 |
| ZNAK                           | ±     | -           | +           | -           | +           | +           | +           | +           | +           | +            | +            | +            | -             | +             | -             | +             | -             |
| Nadwyżka/deficyt budżetowa(-y) | zł    | 56 492,-    | 41 580,-    | 25 342,-    | 203 592,-   | 79 670,-    | 109 295,-   | 90 821,-    | 354 157,-   | 299 959,-    | 4 371 330,-  | 942 701,-    | 2 021 974,18  | 866 073,07    | 875 797,49    | 3 026 178,02  | 165 834,65    |
| ZNAK                           | Σ     | =           | =           | =           | =           | =           | =           | =           | =           | =            | =            | =            | =             | =             | =             | =             | =             |
| Wydatki ogółem                 | zł    | 3 518 051,- | 4 827 783,- | 5 422 742,- | 6 695 882,- | 6 728 230,- | 8 533 891,- | 8 224 867,- | 8 634 698,- | 10 460 712,- | 15 998 443,- | 13 828 139,- | 13 517 226,06 | 15 252 600,22 | 15 262 303,-  | 23 755 427,31 | 16 045 742,72 |

 Rysunek 1.2 Wydatki ogółem w Gminie Raków w latach 1995-2010 (w zł)

Według danych z roku 2010 średni dochód na mieszkańca wynosił 2 874,90 zł (tj. — stan na 31 XII; przy 2 872,36 zł w zestawieniu na 30 VI); jednocześnie średnie wydatki na mieszkańca kształtowały się na poziomie 2 845,49 zł (tj. — stan na 31 XII; przy 2 842,97 zł w zestawieniu na 30 VI).

## Geologia
Na obszarze Gminy Raków można zobaczyć fragment bogatej przeszłości geologicznej Gór Świętokrzyskich. Północna jej część to wzniesienia należące do Pasma Orłowińskiego i Pasma Ociesęckiego zbudowane z utworów paleozoicznych, głównie pochodzących z kambru piaskowców, mułowców, iłowców i łupków. Lokalnie występują także utwory pochodzące z ordowiku, syluru i dewonu. W erze paleozoicznej miały miejsce zjawiska wulkaniczne, o czym świadczy odsłonięcie diabazów w Bardzie (odkryto tam nieznany dotychczas minerał, któremu nadano nazwę bardolit). Wzniesienia tych pasm mają łagodne kształty wydłużonych garbów i kopuł. Najwyższe z nich to Góra Zamkowa o wysokości 422 m n.p.m. Doliny rzeczne i wąwozy wytworzyły się na ogół w pęknięciach tektonicznych lub zostały wyżłobione w podatnych na erozję skałach (np. łupkach).
Południowa część gminy leżąca w obrębie Pogórza Szydłowskiego ma w podłożu utwory trzeciorzędowe (głównie wapienne), które pokrywają osady czwartorzędowe. Rzeka Czarna Staszowska i jej dopływ spowodowały rozczłonkowanie Pogórza przez wyżłobienie głębokich dolin o płaskim dnie i stromych zboczach dochodzących do 15 m wysokości. Pozostałością zlodowaceń plejstoceńskich są płaty glin zwałowych, piaski (rzeczne, ze żwirami, wydmowe), oraz pokrywy lessowe. Do najmłodszych osadów należą - występujące w dolinie rzek - mady, piaski oraz torfy (okolice Rakowa). Utwory czwartorzędowe zajmują największą część powierzchni gminy. W skałach osadowych można znaleźć wiele ciekawych skamieniałości takich jak: trylobity, graptolity, małże, ramienionogi i wiele innych.

## Sołectwa
Bardo, Celiny, Chańcza, Dębno, Drogowle, Głuchów, Głuchów-Lasy, Jamno, Korzenno, Koziel, Lipiny, Mędrów, Nowa Huta, Ociesęki, Papiernia, Pągowiec, Pułaczów, Radostów, Raków, Rakówka, Rembów, Smyków, Szumsko-Kolonia, Szumsko, Wola Wąkopna, Wólka Pokłonna, Zalesie, Życiny.